# Maumusson (Loira Atlàntic)

Localització de Maumusson (Loira Atlàntic)

Maumusson (en bretó Malvegon) és un municipi francès, situat a la regió de país del Loira, al departament de Loira Atlàntic, que històricament va formar part de la Bretanya. L'any 2006 tenia 949 habitants. Limita amb Bonnœuvre, Pannecé, Pouillé-les-Côteaux, La Roche-Blanche, La Rouxière, Belligné a Loira Atlàntic, Freigné a Maine i Loira.

## Demografia
| 1962                                       | 1968 | 1975 | 1982 | 1990 | 1999 |
| ------------------------------------------ | ---- | ---- | ---- | ---- | ---- |
| 830                                        | 862  | 824  | 826  | 833  | 806  |
| Des de 1962: població sense dobles comptes |      |      |      |      |      |

## Administració
| Període   | Identitat           | Partit |
| --------- | ------------------- | ------ |
| 2001-2008 | Jean-Paul Trimoreau |        |
| 2008-     | André Guillet       |        |